# Enicospilus aciculatus
Enicospilus aciculatus là một loài tò vò trong họ Ichneumonidae.